# Bogdan Szumilas
Bogdan Szumilas (ur. 1956 w Tyrawie Wołoskiej) – polski aktor  i producent filmowy, mieszkający w USA.

## Życiorys
W 1975 ukończył I Liceum Ogólnokształcące im. Komisji Edukacji Narodowej w Sanoku. Absolwent Wyższej Szkoły Pedagogicznej w Krakowie. Działał w opozycji studenckiej. W 1981 wyemigrował z Polski. We Francji zajmował się biznesem. W 1996 ukończył historię i dyplomację na Université Paris 1 Panthéon-Sorbonne w Paryżu. W 1999   zamieszkał w Hollywood. 
Ma trójkę dzieci: Daniela, Sebastiana i Emanuela.

## Filmografia
- A Star Is Born
- Paradise
- Darling Nikki
- Zoe
- Revenge of the Samurai Cop
- My Crazy Ex
- Wojna płci
- Mike Boy
- Sandy Wexler
- Syndicate Smasher
- Vital Signs
- Caged Beauty
- ToY
- Ave, Cezar!
- True Nightmares
- Samurai Cop 2: Deadly Vengeance
- Straight Outta Compton
- Full Circle
- Beyond
- Kingdom
- Hot Bench
- Angels, Demons & Murder
- The Declassified
- Unusual Suspects
- Check It Out! with Dr. Steve Brule
- Supreme Justice with Judge Karen
- Blue Dream
- Strawberry Cliff
- American Nudist
- Gingerdead Man 3: Saturday Night Cleaver
- Violent Blue
- Changing Hands
- Silver Lake
- Playback
- Polish Bar
- Smierc na 1000 sposobów
- Taxi Dance
- Tim and Eric Awesome Show, Great Job!
- Indiana Jones i królestwo krysztalowej czaszki
- Say It in Russian
- Flicka
- Widowmaker
- Bench Warmers
- Ekipa
- Terminal
- Mamochka: A Russian Folktale
- Next!